# 中央街240号
中央街240号（240 Centre Street）原为“纽约市警察总部”大楼（New York City Police Headquarters），位于美国纽约市曼哈顿，介于布隆街（Broome Street）与格兰街（Grand Street）之间，建于1905-1909年，由Hoppin＆Koen公司设计。1909年到1973年纽约市警察局的总部设此。1988年改建为豪华公寓。现在称为警察大厦公寓。
西奥多·罗斯福曾在此担任纽约市警察局长 。
警察大楼于1978年被列为纽约市地标， 并于1980年被列入国家史迹名录。

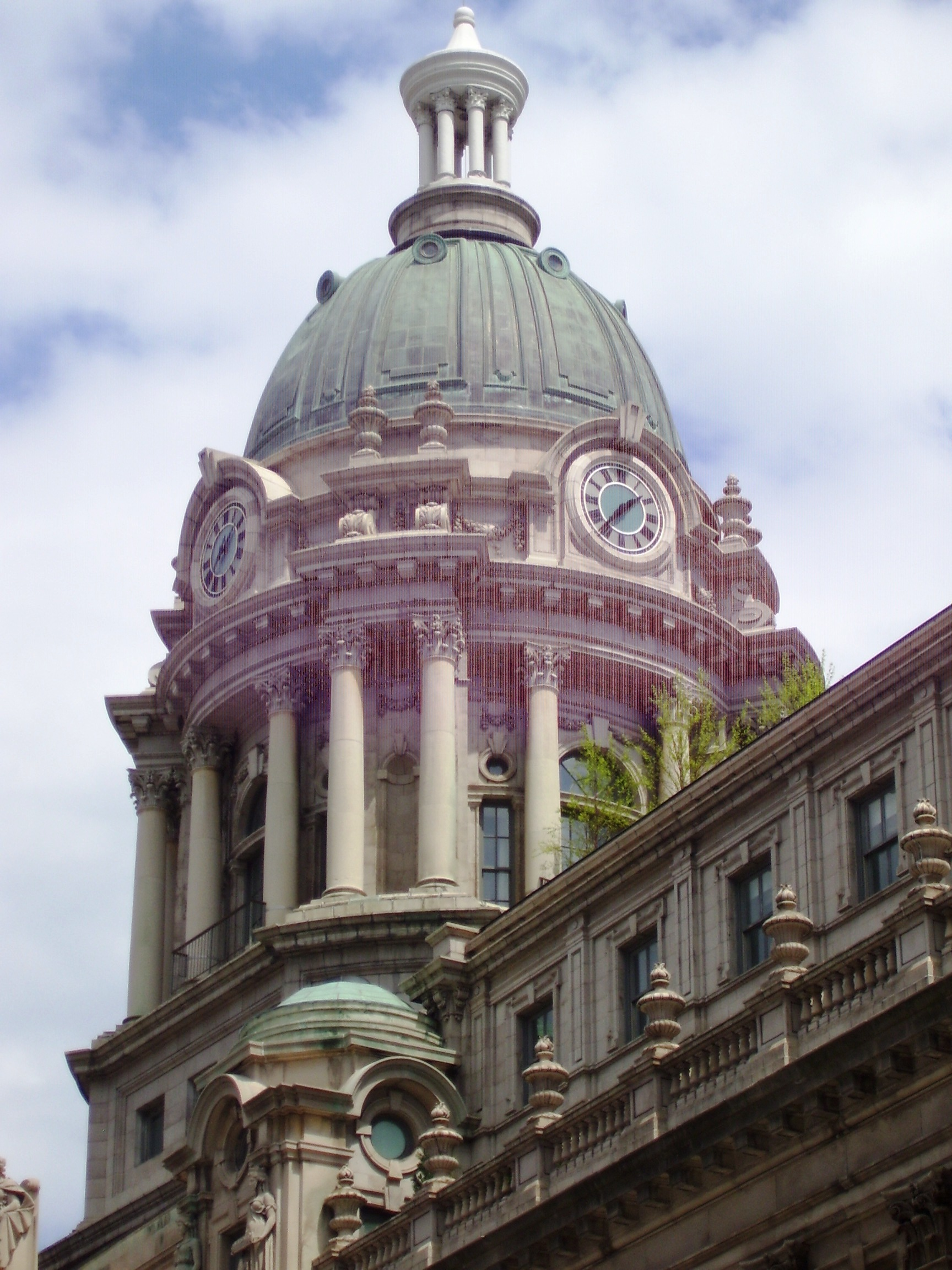
圆顶
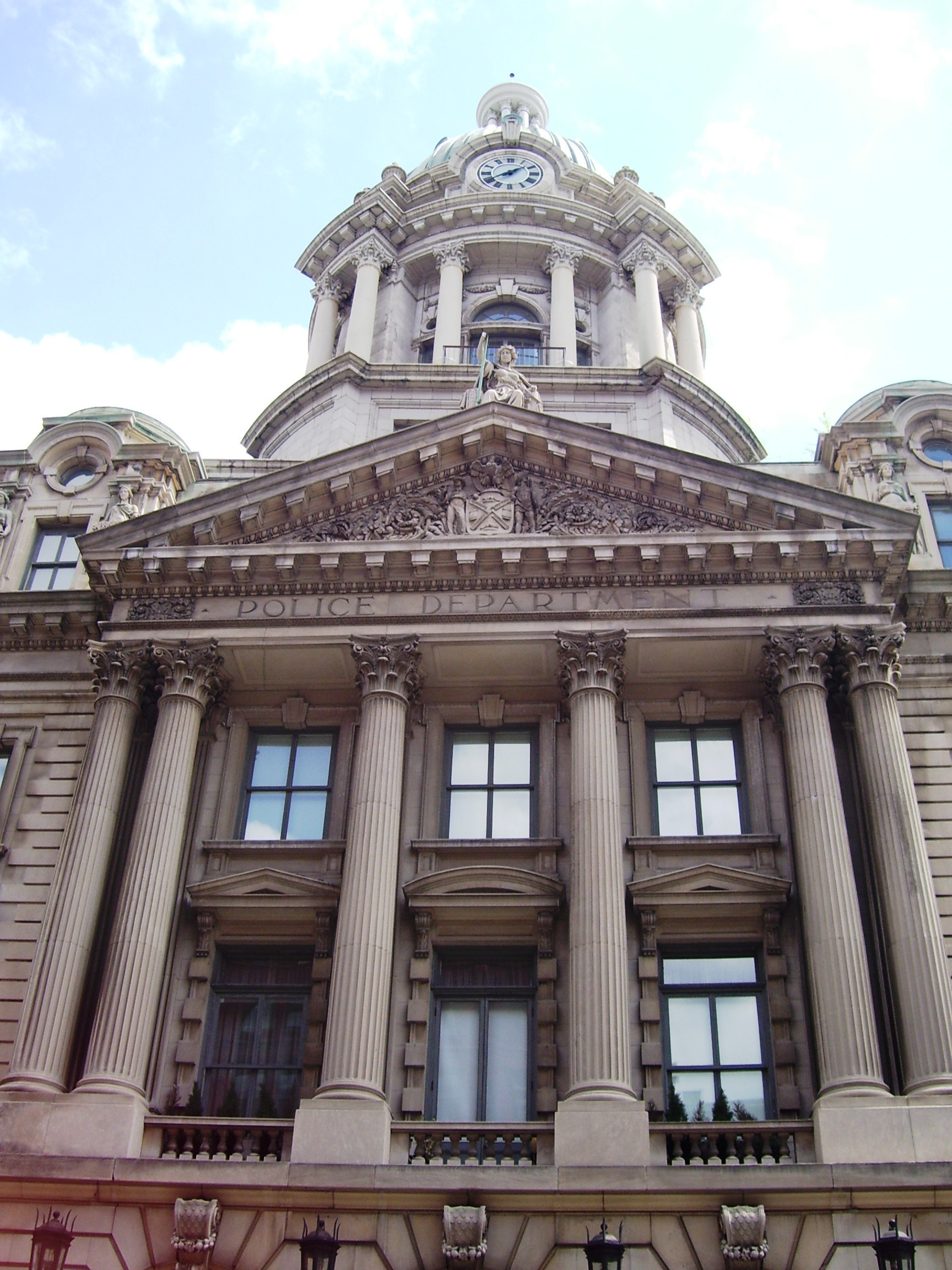
大门上方的列柱
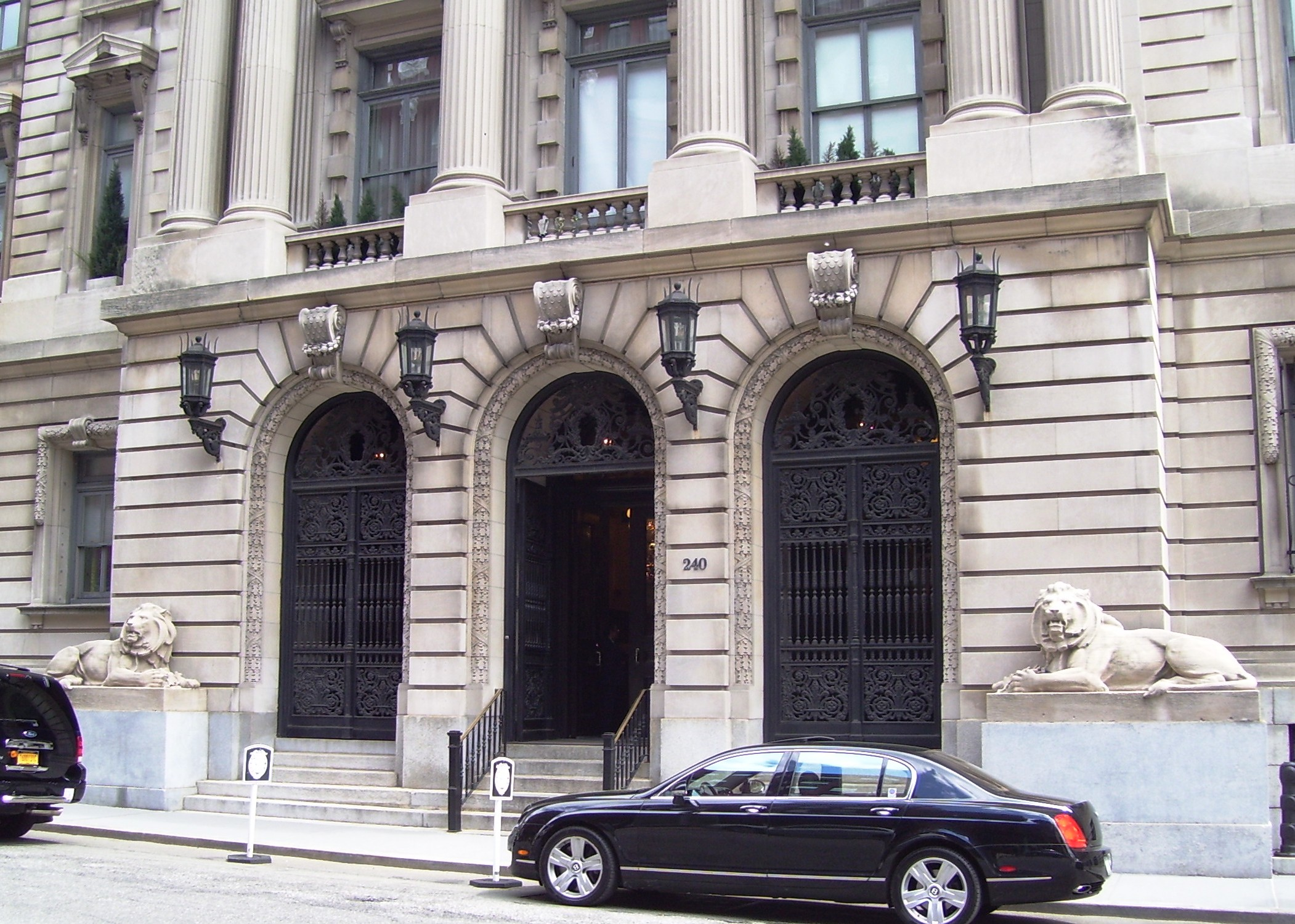
大门
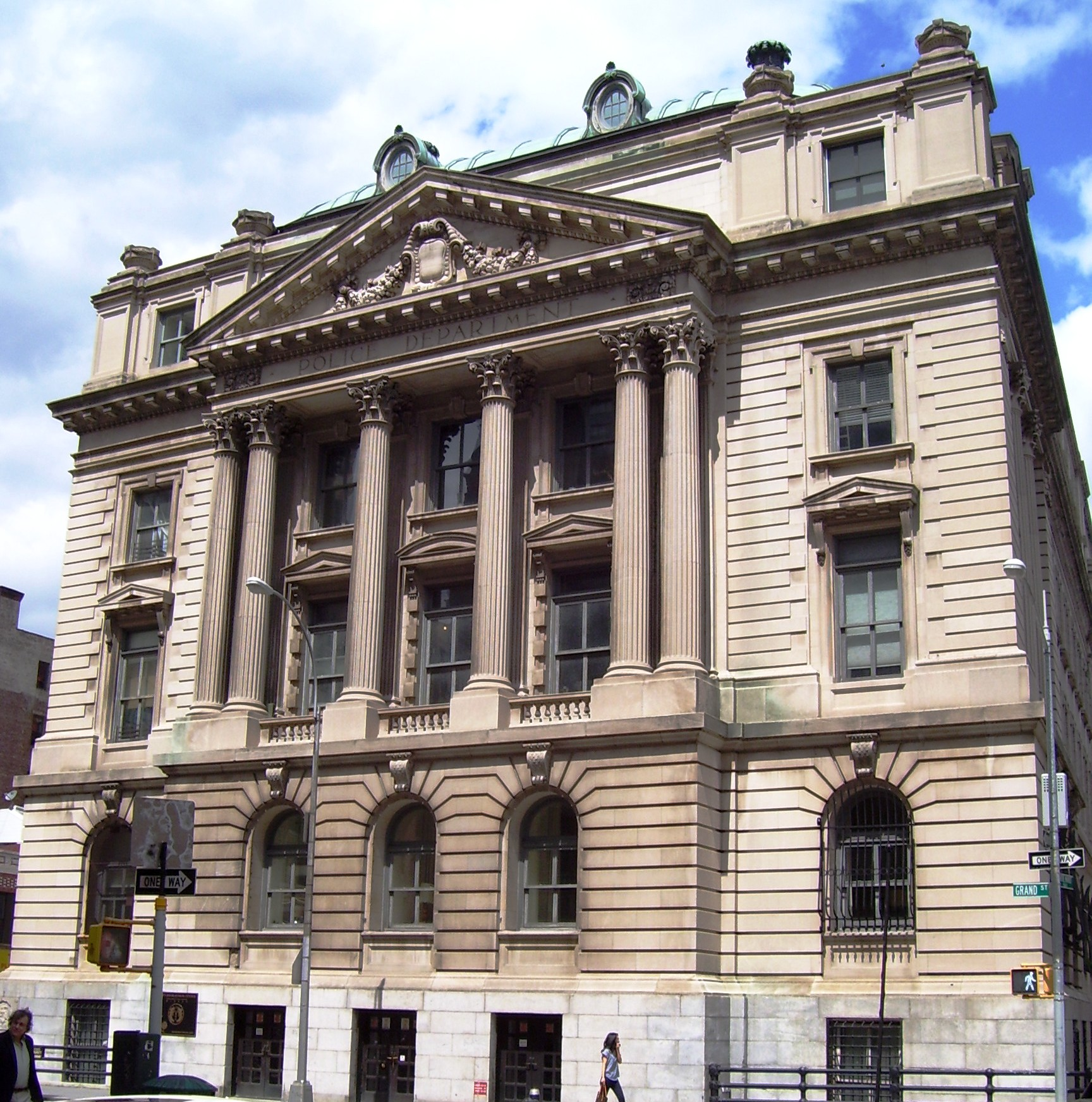
南面